# Ceratizit Challenge by La Vuelta 2021
La 7e édition du Ceratizit Challenge by La Vuelta a lieu du 2 au 5 septembre 2021 sur une distance de 341,3 km, répartis en 4 étapes entre la station de ski de Manzaneda et Saint-Jacques-de-Compostelle. Il s'agit d'une épreuve de l'UCI World Tour féminin 2021.
La première étape est remportée par Marlen Reusser qui s'est extraite de l'échappée. Le lendemain, Annemiek van Vleuten gagne le contre-la-montre en côte devant Reusser. La troisième étape, plus difficile, voit Annemiek van Vleuten sortir seule à cinquante kilomètres de l'arrivée. Elle gagne avec près de trois minutes d'avance et prend la tête du classement général. Sur la dernière étape, Lotte Kopecky gagne le sprint en côte. Annemiek van Vleuten remporte l'épreuve devant Marlen Reusser et Elise Chabbey. Lotte Kopecky gagne le classement par points. Canyon-SRAM est la meilleure équipe.

## Équipes
| UCI Women's WorldTeams (9)- SD Worx - Movistar Team - Trek-Segafredo - FDJ-Nouvelle Aquitaine-Futuroscope - Liv Racing - Alé BTC Ljubljana - Canyon-SRAM Racing - Team BikeExchange - Team DSM Équipes féminines continentales (14)- Jumbo-Visma - Ceratizit-WNT Pro Cycling - Valcar-Travel & Service - Tibco-Silicon Valley Bank - Massi Tactic - Eneicat-RBH Global-Martin Villa - BePink - Instafund Racing - Hitec Products - Bizkaia-Durango - Farto-BTC - Sopela - Río Miera-Cantabria Deporte - Laboral Kutxa-Fundacion Euskadi Équipe régionale et de club- Centre mondial du Cyclisme |
| |

## Étapes
| Étape     | Date    | Villes étapes                                                | type                     | Distance (km) | Vainqueur d'étape    | Leader du classement général |
| --------- | ------- | ------------------------------------------------------------ | ------------------------ | ------------- | -------------------- | ---------------------------- |
| 1re étape | 2 sept. | Manzaneda ski resort – Manzaneda ski resort                  | étape vallonnée          | 118,7         | Marlen Reusser       | Marlen Reusser               |
| 2e étape  | 3 sept. | Manzaneda ski resort – Manzaneda ski resort                  | contre-la-montre en côte | 7,3           | Annemiek van Vleuten | Marlen Reusser               |
| 3e étape  | 4 sept. | Manzaneda ski resort – Pereiro de Aguiar                     | étape de montagne        | 107,9         | Annemiek van Vleuten | Annemiek van Vleuten         |
| 4e étape  | 5 sept. | As Pontes de García Rodríguez – Saint-Jacques-de-Compostelle | étape de plaine          | 107,4         | Lotte Kopecky        | Annemiek van Vleuten         |

## Déroulement de la course

### 1reétape
La principale difficulté de la journée à soixante kilomètres de l'arrivée, voit la formation d'une échappée de cinq coureuses. Il s'agit de : Pauliena Rooijakkers, Marlen Reusser, Elise Chabbey, Lucy Kennedy et Erica Magnaldi. Coryn Rivera les rejoint ensuite. Elles passent au sommet avec une minute cinquante-cinq d'avance. Kennedy et Magnaldi négocient mal la descente et sont lâchées. La poursuite est menée par SD Worx. À cinq kilomètres de l'arrivée, Elise Chabbey attaque. Pauliena Rooijakkers la reprend. Chabbey repasse à l'offensive un kilomètre plus loin mais est reprise par Marlen Reusser. Cette dernière part à deux kilomètres de l'arrivée et n'est plus rejointe. Derrière, Coryn Rivera devance Elise Chabbey.
| \| Classement de l'étape \| Classement de l'étape \| Classement de l'étape \| Classement de l'étape \| Classement de l'étape \| \| Coureuse \| Coureuse \| Pays \| Équipe \| Temps \| \| --------------------- \| --------------------- \| --------------------- \| ---------------------------------- \| --------------------- \| \| 1re \| Marlen Reusser \| Suisse \| Alé BTC Ljubljana \| 3 h 07 min 46 s \| \| 2e \| Coryn Rivera \| États-Unis \| Team DSM \| + 22 s \| \| 3e \| Elise Chabbey \| Suisse \| Canyon-SRAM Racing \| + 22 s \| \| 4e \| Pauliena Rooijakkers \| Pays-Bas \| Liv Racing \| + 22 s \| \| 5e \| Elisa Balsamo \| Italie \| Valcar-Travel & Service \| + 1 min 48 s \| \| 6e \| Anna Henderson \| Royaume-Uni \| Jumbo-Visma Women Team \| + 1 min 48 s \| \| 7e \| Lotte Kopecky \| Belgique \| Liv Racing \| + 1 min 48 s \| \| 8e \| Alison Jackson \| Canada \| Liv Racing \| + 1 min 48 s \| \| 9e \| Marie Le Net \| France \| FDJ-Nouvelle Aquitaine-Futuroscope \| + 1 min 48 s \| \| 10e \| Floortje Mackaij \| Pays-Bas \| Team DSM \| + 1 min 48 s \| |                      |             |                                    |                 |
| |                      |             |                                    |                 |
| Source : ProCyclingStats |                      |             |                                    |                 |
| Classement de l'étape |                      |             |                                    |                 |
| Coureuse | Coureuse             | Pays        | Équipe                             | Temps           |
| 1re | Marlen Reusser       | Suisse      | Alé BTC Ljubljana                  | 3 h 07 min 46 s |
| 2e | Coryn Rivera         | États-Unis  | Team DSM                           | + 22 s          |
| 3e | Elise Chabbey        | Suisse      | Canyon-SRAM Racing                 | + 22 s          |
| 4e | Pauliena Rooijakkers | Pays-Bas    | Liv Racing                         | + 22 s          |
| 5e | Elisa Balsamo        | Italie      | Valcar-Travel & Service            | + 1 min 48 s    |
| 6e | Anna Henderson       | Royaume-Uni | Jumbo-Visma Women Team             | + 1 min 48 s    |
| 7e | Lotte Kopecky        | Belgique    | Liv Racing                         | + 1 min 48 s    |
| 8e | Alison Jackson       | Canada      | Liv Racing                         | + 1 min 48 s    |
| 9e | Marie Le Net         | France      | FDJ-Nouvelle Aquitaine-Futuroscope | + 1 min 48 s    |
| 10e | Floortje Mackaij     | Pays-Bas    | Team DSM                           | + 1 min 48 s    |

| \| Classement général \| Classement général \| Classement général \| Classement général \| Classement général \| \| Coureuse \| Coureuse \| Pays \| Équipe \| Temps \| \| ------------------ \| -------------------- \| ------------------ \| ---------------------------------- \| ------------------ \| \| 1re \| Marlen Reusser \| Suisse \| Alé BTC Ljubljana \| 3 h 07 min 36 s \| \| 2e \| Coryn Rivera \| États-Unis \| Team DSM \| + 26 s \| \| 3e \| Elise Chabbey \| Suisse \| Canyon-SRAM Racing \| + 28 s \| \| 4e \| Pauliena Rooijakkers \| Pays-Bas \| Liv Racing \| + 32 s \| \| 5e \| Elisa Balsamo \| Italie \| Valcar-Travel & Service \| + 1 min 58 s \| \| 6e \| Anna Henderson \| Royaume-Uni \| Jumbo-Visma Women Team \| + 1 min 58 s \| \| 7e \| Lotte Kopecky \| Belgique \| Liv Racing \| + 1 min 58 s \| \| 8e \| Alison Jackson \| Canada \| Liv Racing \| + 1 min 58 s \| \| 9e \| Marie Le Net \| France \| FDJ-Nouvelle Aquitaine-Futuroscope \| + 1 min 58 s \| \| 10e \| Floortje Mackaij \| Pays-Bas \| Team DSM \| + 1 min 58 s \| |                      |             |                                    |                 |
| |                      |             |                                    |                 |
| Source : ProCyclingStats |                      |             |                                    |                 |
| Classement général |                      |             |                                    |                 |
| Coureuse | Coureuse             | Pays        | Équipe                             | Temps           |
| 1re | Marlen Reusser       | Suisse      | Alé BTC Ljubljana                  | 3 h 07 min 36 s |
| 2e | Coryn Rivera         | États-Unis  | Team DSM                           | + 26 s          |
| 3e | Elise Chabbey        | Suisse      | Canyon-SRAM Racing                 | + 28 s          |
| 4e | Pauliena Rooijakkers | Pays-Bas    | Liv Racing                         | + 32 s          |
| 5e | Elisa Balsamo        | Italie      | Valcar-Travel & Service            | + 1 min 58 s    |
| 6e | Anna Henderson       | Royaume-Uni | Jumbo-Visma Women Team             | + 1 min 58 s    |
| 7e | Lotte Kopecky        | Belgique    | Liv Racing                         | + 1 min 58 s    |
| 8e | Alison Jackson       | Canada      | Liv Racing                         | + 1 min 58 s    |
| 9e | Marie Le Net         | France      | FDJ-Nouvelle Aquitaine-Futuroscope | + 1 min 58 s    |
| 10e | Floortje Mackaij     | Pays-Bas    | Team DSM                           | + 1 min 58 s    |

### 2eétape
Le premier temps de référence est réalisé par Shirin van Anrooij. Elle est devancée par Urška Žigart. La championne du monde Anna van der Breggen ne peut battre ces temps. Leah Thomas est la suivante a réalisé le meilleur temps. Annemiek van Vleuten arrive peu après et remporte l'étape. Marlen Reusser est deuxième vingt secondes derrière et conserve la tête du classement général.
| \| Classement de l'étape \| Classement de l'étape \| Classement de l'étape \| Classement de l'étape \| Classement de l'étape \| \| Coureuse \| Coureuse \| Pays \| Équipe \| Temps \| \| --------------------- \| --------------------- \| --------------------- \| ---------------------------------- \| --------------------- \| \| 1re \| Annemiek van Vleuten \| Pays-Bas \| Movistar Team \| 19 min 08 s \| \| 2e \| Marlen Reusser \| Suisse \| Alé BTC Ljubljana \| + 20 s \| \| 3e \| Marta Cavalli \| Italie \| FDJ-Nouvelle Aquitaine-Futuroscope \| + 28 s \| \| 4e \| Kristen Faulkner \| États-Unis \| Tibco-Silicon Valley Bank \| + 48 s \| \| 5e \| Leah Thomas \| États-Unis \| Movistar Team \| + 59 s \| \| 6e \| Juliette Labous \| France \| Team DSM \| + 1 min 00 s \| \| 7e \| Liane Lippert \| Allemagne \| Team DSM \| + 1 min 15 s \| \| 8e \| Katarzyna Niewiadoma \| Pologne \| Canyon-SRAM Racing \| + 1 min 20 s \| \| 9e \| Urška Žigart \| Slovénie \| Team BikeExchange \| + 1 min 23 s \| \| 10e \| Pauliena Rooijakkers \| Pays-Bas \| Liv Racing \| + 1 min 24 s \| |                      |            |                                    |              |
| |                      |            |                                    |              |
| Source : ProCyclingStats |                      |            |                                    |              |
| Classement de l'étape |                      |            |                                    |              |
| Coureuse | Coureuse             | Pays       | Équipe                             | Temps        |
| 1re | Annemiek van Vleuten | Pays-Bas   | Movistar Team                      | 19 min 08 s  |
| 2e | Marlen Reusser       | Suisse     | Alé BTC Ljubljana                  | + 20 s       |
| 3e | Marta Cavalli        | Italie     | FDJ-Nouvelle Aquitaine-Futuroscope | + 28 s       |
| 4e | Kristen Faulkner     | États-Unis | Tibco-Silicon Valley Bank          | + 48 s       |
| 5e | Leah Thomas          | États-Unis | Movistar Team                      | + 59 s       |
| 6e | Juliette Labous      | France     | Team DSM                           | + 1 min 00 s |
| 7e | Liane Lippert        | Allemagne  | Team DSM                           | + 1 min 15 s |
| 8e | Katarzyna Niewiadoma | Pologne    | Canyon-SRAM Racing                 | + 1 min 20 s |
| 9e | Urška Žigart         | Slovénie   | Team BikeExchange                  | + 1 min 23 s |
| 10e | Pauliena Rooijakkers | Pays-Bas   | Liv Racing                         | + 1 min 24 s |

| \| Classement général \| Classement général \| Classement général \| Classement général \| Classement général \| \| Coureuse \| Coureuse \| Pays \| Équipe \| Temps \| \| ------------------ \| -------------------- \| ------------------ \| ---------------------------------- \| ------------------ \| \| 1re \| Marlen Reusser \| Suisse \| Alé BTC Ljubljana \| 3 h 27 min 03 s \| \| 2e \| Pauliena Rooijakkers \| Pays-Bas \| Liv Racing \| + 1 min 36 s \| \| 3e \| Annemiek van Vleuten \| Pays-Bas \| Movistar Team \| + 1 min 39 s \| \| 4e \| Coryn Rivera \| États-Unis \| Team DSM \| + 1 min 45 s \| \| 5e \| Elise Chabbey \| Suisse \| Canyon-SRAM Racing \| + 1 min 48 s \| \| 6e \| Marta Cavalli \| Italie \| FDJ-Nouvelle Aquitaine-Futuroscope \| + 2 min 06 s \| \| 7e \| Kristen Faulkner \| États-Unis \| Tibco-Silicon Valley Bank \| + 2 min 26 s \| \| 8e \| Leah Thomas \| États-Unis \| Movistar Team \| + 2 min 37 s \| \| 9e \| Juliette Labous \| France \| Team DSM \| + 2 min 38 s \| \| 10e \| Liane Lippert \| Allemagne \| Team DSM \| + 2 min 54 s \| |                      |            |                                    |                 |
| |                      |            |                                    |                 |
| Source : ProCyclingStats |                      |            |                                    |                 |
| Classement général |                      |            |                                    |                 |
| Coureuse | Coureuse             | Pays       | Équipe                             | Temps           |
| 1re | Marlen Reusser       | Suisse     | Alé BTC Ljubljana                  | 3 h 27 min 03 s |
| 2e | Pauliena Rooijakkers | Pays-Bas   | Liv Racing                         | + 1 min 36 s    |
| 3e | Annemiek van Vleuten | Pays-Bas   | Movistar Team                      | + 1 min 39 s    |
| 4e | Coryn Rivera         | États-Unis | Team DSM                           | + 1 min 45 s    |
| 5e | Elise Chabbey        | Suisse     | Canyon-SRAM Racing                 | + 1 min 48 s    |
| 6e | Marta Cavalli        | Italie     | FDJ-Nouvelle Aquitaine-Futuroscope | + 2 min 06 s    |
| 7e | Kristen Faulkner     | États-Unis | Tibco-Silicon Valley Bank          | + 2 min 26 s    |
| 8e | Leah Thomas          | États-Unis | Movistar Team                      | + 2 min 37 s    |
| 9e | Juliette Labous      | France     | Team DSM                           | + 2 min 38 s    |
| 10e | Liane Lippert        | Allemagne  | Team DSM                           | + 2 min 54 s    |

### 3eétape
La première échappée est composée de : Alison Jackson, Ilaria Sanguineti et Amber Kraak. Elle sort au bout de vingt kilomètres, mais est reprise dix kilomètres plus loin. À soixante kilomètres de l'arrivée, Annemiek van Vleuten attaque. Elle est suivie par Elisa Longo Borghini, Katarzyna Niewiadoma et Kata Blanka Vas. Un groupe de poursuite se forme avec Elise Chabbey, Marta Cavalli, Liane Lippert, Floortje Mackaij et Marlen Reusser. À cinquante kilomètres de la ligne, Annemiek van Vleuten profite d'une descente technique pour distancer ses compagnons d'échappée. Elle n'est plus reprise. Derrière, les difficultés éparpillent les concurrentes. Liane Lippert est deuxième devant Katarzyna Niewiadoma. Annemiek van Vleuten prend la tête du classement général.
| \| Classement de l'étape \| Classement de l'étape \| Classement de l'étape \| Classement de l'étape \| Classement de l'étape \| \| Coureuse \| Coureuse \| Pays \| Équipe \| Temps \| \| --------------------- \| --------------------- \| --------------------- \| ---------------------------------- \| --------------------- \| \| 1re \| Annemiek van Vleuten \| Pays-Bas \| Movistar Team \| 2 h 41 min 53 s \| \| 2e \| Liane Lippert \| Allemagne \| Team DSM \| + 2 min 48 s \| \| 3e \| Katarzyna Niewiadoma \| Pologne \| Canyon-SRAM Racing \| + 2 min 48 s \| \| 4e \| Elisa Longo Borghini \| Italie \| Trek-Segafredo \| + 2 min 51 s \| \| 5e \| Floortje Mackaij \| Pays-Bas \| Team DSM \| + 2 min 55 s \| \| 6e \| Blanka Vas \| Hongrie \| SD Worx \| + 3 min 01 s \| \| 7e \| Elise Chabbey \| Suisse \| Canyon-SRAM Racing \| + 3 min 01 s \| \| 8e \| Marta Cavalli \| Italie \| FDJ-Nouvelle Aquitaine-Futuroscope \| + 3 min 01 s \| \| 9e \| Marlen Reusser \| Suisse \| Alé BTC Ljubljana \| + 3 min 03 s \| \| 10e \| Elisa Balsamo \| Italie \| Valcar-Travel & Service \| + 7 min 13 s \| |                      |           |                                    |                 |
| |                      |           |                                    |                 |
| Source : ProCyclingStats |                      |           |                                    |                 |
| Classement de l'étape |                      |           |                                    |                 |
| Coureuse | Coureuse             | Pays      | Équipe                             | Temps           |
| 1re | Annemiek van Vleuten | Pays-Bas  | Movistar Team                      | 2 h 41 min 53 s |
| 2e | Liane Lippert        | Allemagne | Team DSM                           | + 2 min 48 s    |
| 3e | Katarzyna Niewiadoma | Pologne   | Canyon-SRAM Racing                 | + 2 min 48 s    |
| 4e | Elisa Longo Borghini | Italie    | Trek-Segafredo                     | + 2 min 51 s    |
| 5e | Floortje Mackaij     | Pays-Bas  | Team DSM                           | + 2 min 55 s    |
| 6e | Blanka Vas           | Hongrie   | SD Worx                            | + 3 min 01 s    |
| 7e | Elise Chabbey        | Suisse    | Canyon-SRAM Racing                 | + 3 min 01 s    |
| 8e | Marta Cavalli        | Italie    | FDJ-Nouvelle Aquitaine-Futuroscope | + 3 min 01 s    |
| 9e | Marlen Reusser       | Suisse    | Alé BTC Ljubljana                  | + 3 min 03 s    |
| 10e | Elisa Balsamo        | Italie    | Valcar-Travel & Service            | + 7 min 13 s    |

| \| Classement général \| Classement général \| Classement général \| Classement général \| Classement général \| \| Coureuse \| Coureuse \| Pays \| Équipe \| Temps \| \| ------------------ \| -------------------- \| ------------------ \| ---------------------------------- \| ------------------ \| \| 1re \| Annemiek van Vleuten \| Pays-Bas \| Movistar Team \| 6 h 10 min 25 s \| \| 2e \| Marlen Reusser \| Suisse \| Alé BTC Ljubljana \| + 1 min 34 s \| \| 3e \| Elise Chabbey \| Suisse \| Canyon-SRAM Racing \| + 3 min 20 s \| \| 4e \| Marta Cavalli \| Italie \| FDJ-Nouvelle Aquitaine-Futuroscope \| + 3 min 38 s \| \| 5e \| Liane Lippert \| Allemagne \| Team DSM \| + 4 min 07 s \| \| 6e \| Katarzyna Niewiadoma \| Pologne \| Canyon-SRAM Racing \| + 4 min 14 s \| \| 7e \| Elisa Longo Borghini \| Italie \| Trek-Segafredo \| + 4 min 35 s \| \| 8e \| Floortje Mackaij \| Pays-Bas \| Team DSM \| + 4 min 46 s \| \| 9e \| Blanka Vas \| Hongrie \| SD Worx \| + 5 min 07 s \| \| 10e \| Pauliena Rooijakkers \| Pays-Bas \| Liv Racing \| + 7 min 30 s \| |                      |           |                                    |                 |
| |                      |           |                                    |                 |
| Source : ProCyclingStats |                      |           |                                    |                 |
| Classement général |                      |           |                                    |                 |
| Coureuse | Coureuse             | Pays      | Équipe                             | Temps           |
| 1re | Annemiek van Vleuten | Pays-Bas  | Movistar Team                      | 6 h 10 min 25 s |
| 2e | Marlen Reusser       | Suisse    | Alé BTC Ljubljana                  | + 1 min 34 s    |
| 3e | Elise Chabbey        | Suisse    | Canyon-SRAM Racing                 | + 3 min 20 s    |
| 4e | Marta Cavalli        | Italie    | FDJ-Nouvelle Aquitaine-Futuroscope | + 3 min 38 s    |
| 5e | Liane Lippert        | Allemagne | Team DSM                           | + 4 min 07 s    |
| 6e | Katarzyna Niewiadoma | Pologne   | Canyon-SRAM Racing                 | + 4 min 14 s    |
| 7e | Elisa Longo Borghini | Italie    | Trek-Segafredo                     | + 4 min 35 s    |
| 8e | Floortje Mackaij     | Pays-Bas  | Team DSM                           | + 4 min 46 s    |
| 9e | Blanka Vas           | Hongrie   | SD Worx                            | + 5 min 07 s    |
| 10e | Pauliena Rooijakkers | Pays-Bas  | Liv Racing                         | + 7 min 30 s    |

### 4eétape
Au bout de cinquante kilomètres, Leah Thomas attaque. Elle est accompagnée entre autres par : Anna van der Breggen, Sofia Bertizzolo, Alena Amialiusik et Shirin van Anrooij. L'avance reste faible. À trente kilomètres de la ligne, le groupe se scinde. Thomas, van der Breggen, Amialiusik et Van Anrooij sont à l'avant. Au dix kilomètres, Leah Thomas décide de partir seule. Elle est reprise dans l'ultime côte. Elisa Longo Borghini et Lotte Kopecky la double. La Belge se montre la plus rapide et gagne l'étape.
| \| Classement de l'étape \| Classement de l'étape \| Classement de l'étape \| Classement de l'étape \| Classement de l'étape \| \| Coureuse \| Coureuse \| Pays \| Équipe \| Temps \| \| --------------------- \| --------------------- \| --------------------- \| ----------------------- \| --------------------- \| \| 1re \| Lotte Kopecky \| Belgique \| Liv Racing \| 2 h 29 min 37 s \| \| 2e \| Elisa Longo Borghini \| Italie \| Trek-Segafredo \| + 0 s \| \| 3e \| Anna Henderson \| Royaume-Uni \| Jumbo-Visma Women Team \| + 4 s \| \| 4e \| Blanka Vas \| Hongrie \| SD Worx \| + 6 s \| \| 5e \| Silvia Zanardi \| Italie \| Bepink \| + 6 s \| \| 6e \| Elisa Balsamo \| Italie \| Valcar-Travel & Service \| + 6 s \| \| 7e \| Katarzyna Niewiadoma \| Pologne \| Canyon-SRAM Racing \| + 6 s \| \| 8e \| Liane Lippert \| Allemagne \| Team DSM \| + 8 s \| \| 9e \| Floortje Mackaij \| Pays-Bas \| Team DSM \| + 8 s \| \| 10e \| Riejanne Markus \| Pays-Bas \| Jumbo-Visma Women Team \| + 8 s \| |                      |             |                         |                 |
| |                      |             |                         |                 |
| Source : ProCyclingStats |                      |             |                         |                 |
| Classement de l'étape |                      |             |                         |                 |
| Coureuse | Coureuse             | Pays        | Équipe                  | Temps           |
| 1re | Lotte Kopecky        | Belgique    | Liv Racing              | 2 h 29 min 37 s |
| 2e | Elisa Longo Borghini | Italie      | Trek-Segafredo          | + 0 s           |
| 3e | Anna Henderson       | Royaume-Uni | Jumbo-Visma Women Team  | + 4 s           |
| 4e | Blanka Vas           | Hongrie     | SD Worx                 | + 6 s           |
| 5e | Silvia Zanardi       | Italie      | Bepink                  | + 6 s           |
| 6e | Elisa Balsamo        | Italie      | Valcar-Travel & Service | + 6 s           |
| 7e | Katarzyna Niewiadoma | Pologne     | Canyon-SRAM Racing      | + 6 s           |
| 8e | Liane Lippert        | Allemagne   | Team DSM                | + 8 s           |
| 9e | Floortje Mackaij     | Pays-Bas    | Team DSM                | + 8 s           |
| 10e | Riejanne Markus      | Pays-Bas    | Jumbo-Visma Women Team  | + 8 s           |

## Classements finals

### Classement général final
| \| Classement général \| Classement général \| Classement général \| Classement général \| Classement général \| \| Coureuse \| Coureuse \| Pays \| Équipe \| Temps \| \| ------------------ \| -------------------- \| ------------------ \| ---------------------------------- \| ------------------ \| \| 1re \| Annemiek van Vleuten \| Pays-Bas \| Movistar Team \| 8 h 40 min 18 s \| \| 2e \| Marlen Reusser \| Suisse \| Alé BTC Ljubljana \| + 1 min 34 s \| \| 3e \| Elise Chabbey \| Suisse \| Canyon-SRAM Racing \| + 3 min 12 s \| \| 4e \| Marta Cavalli \| Italie \| FDJ-Nouvelle Aquitaine-Futuroscope \| + 3 min 30 s \| \| 5e \| Liane Lippert \| Allemagne \| Team DSM \| + 3 min 59 s \| \| 6e \| Katarzyna Niewiadoma \| Pologne \| Canyon-SRAM Racing \| + 4 min 04 s \| \| 7e \| Elisa Longo Borghini \| Italie \| Trek-Segafredo \| + 4 min 13 s \| \| 8e \| Floortje Mackaij \| Pays-Bas \| Team DSM \| + 4 min 38 s \| \| 9e \| Blanka Vas \| Hongrie \| SD Worx \| + 4 min 57 s \| \| 10e \| Pauliena Rooijakkers \| Pays-Bas \| Liv Racing \| + 7 min 58 s \| |                      |           |                                    |                 |
| |                      |           |                                    |                 |
| Source : ProCyclingStats |                      |           |                                    |                 |
| Classement général |                      |           |                                    |                 |
| Coureuse | Coureuse             | Pays      | Équipe                             | Temps           |
| 1re | Annemiek van Vleuten | Pays-Bas  | Movistar Team                      | 8 h 40 min 18 s |
| 2e | Marlen Reusser       | Suisse    | Alé BTC Ljubljana                  | + 1 min 34 s    |
| 3e | Elise Chabbey        | Suisse    | Canyon-SRAM Racing                 | + 3 min 12 s    |
| 4e | Marta Cavalli        | Italie    | FDJ-Nouvelle Aquitaine-Futuroscope | + 3 min 30 s    |
| 5e | Liane Lippert        | Allemagne | Team DSM                           | + 3 min 59 s    |
| 6e | Katarzyna Niewiadoma | Pologne   | Canyon-SRAM Racing                 | + 4 min 04 s    |
| 7e | Elisa Longo Borghini | Italie    | Trek-Segafredo                     | + 4 min 13 s    |
| 8e | Floortje Mackaij     | Pays-Bas  | Team DSM                           | + 4 min 38 s    |
| 9e | Blanka Vas           | Hongrie   | SD Worx                            | + 4 min 57 s    |
| 10e | Pauliena Rooijakkers | Pays-Bas  | Liv Racing                         | + 7 min 58 s    |

### Classements annexes
| Classement par points | Classement par points | Classement par points | Classement par points   | Classement par points |
| Coureuse              | Coureuse              | Pays                  | Équipe                  | Points                |
| --------------------- | --------------------- | --------------------- | ----------------------- | --------------------- |
| 1re                   | Lotte Kopecky         | Belgique              | Liv Racing              | 38 pts                |
| 2e                    | Elisa Longo Borghini  | Italie                | Trek-Segafredo          | 34 pts                |
| 3e                    | Marlen Reusser        | Suisse                | Alé BTC Ljubljana       | 32 pts                |
| 4e                    | Anna Henderson        | Royaume-Uni           | Jumbo-Visma Women Team  | 31 pts                |
| 5e                    | Elise Chabbey         | Suisse                | Canyon-SRAM Racing      | 29 pts                |
| 6e                    | Liane Lippert         | Allemagne             | Team DSM                | 28 pts                |
| 7e                    | Elisa Balsamo         | Italie                | Valcar-Travel & Service | 28 pts                |
| 8e                    | Annemiek van Vleuten  | Pays-Bas              | Movistar Team           | 25 pts                |
| 9e                    | Katarzyna Niewiadoma  | Pologne               | Canyon-SRAM Racing      | 25 pts                |
| 10e                   | Floortje Mackaij      | Pays-Bas              | Team DSM                | 25 pts                |

| Classement par points | Classement par points | Classement par points | Classement par points   | Classement par points |
| Coureuse              | Coureuse              | Pays                  | Équipe                  | Points                |
| --------------------- | --------------------- | --------------------- | ----------------------- | --------------------- |
| 1re                   | Lotte Kopecky         | Belgique              | Liv Racing              | 38 pts                |
| 2e                    | Elisa Longo Borghini  | Italie                | Trek-Segafredo          | 34 pts                |
| 3e                    | Marlen Reusser        | Suisse                | Alé BTC Ljubljana       | 32 pts                |
| 4e                    | Anna Henderson        | Royaume-Uni           | Jumbo-Visma Women Team  | 31 pts                |
| 5e                    | Elise Chabbey         | Suisse                | Canyon-SRAM Racing      | 29 pts                |
| 6e                    | Liane Lippert         | Allemagne             | Team DSM                | 28 pts                |
| 7e                    | Elisa Balsamo         | Italie                | Valcar-Travel & Service | 28 pts                |
| 8e                    | Annemiek van Vleuten  | Pays-Bas              | Movistar Team           | 25 pts                |
| 9e                    | Katarzyna Niewiadoma  | Pologne               | Canyon-SRAM Racing      | 25 pts                |
| 10e                   | Floortje Mackaij      | Pays-Bas              | Team DSM                | 25 pts                |

| Classement par équipes | Classement par équipes             | Classement par équipes | Classement par équipes |
| Équipe                 | Équipe                             | Pays                   | Temps                  |
| ---------------------- | ---------------------------------- | ---------------------- | ---------------------- |
| 1re                    | Canyon-SRAM Racing                 | Allemagne              | 26 h 17 min 33 s       |
| 2e                     | Movistar Team                      | Espagne                | + 1 min 43 s           |
| 3e                     | Alé BTC Ljubljana                  | Italie                 | + 3 min 33 s           |
| 4e                     | Trek-Segafredo                     | États-Unis             | + 5 min 57 s           |
| 5e                     | SD Worx                            | Pays-Bas               | + 6 min 36 s           |
| 6e                     | FDJ-Nouvelle Aquitaine-Futuroscope | France                 | + 6 min 37 s           |
| 7e                     | Liv Racing                         | Pays-Bas               | + 10 min 38 s          |
| 8e                     | Jumbo-Visma                        | Pays-Bas               | + 11 min 23 s          |
| 9e                     | Team BikeExchange                  | Australie              | + 11 min 54 s          |
| 10e                    | Valcar-Travel & Service            | Italie                 | + 13 min 23 s          |

| Classement par équipes | Classement par équipes             | Classement par équipes | Classement par équipes |
| Équipe                 | Équipe                             | Pays                   | Temps                  |
| ---------------------- | ---------------------------------- | ---------------------- | ---------------------- |
| 1re                    | Canyon-SRAM Racing                 | Allemagne              | 26 h 17 min 33 s       |
| 2e                     | Movistar Team                      | Espagne                | + 1 min 43 s           |
| 3e                     | Alé BTC Ljubljana                  | Italie                 | + 3 min 33 s           |
| 4e                     | Trek-Segafredo                     | États-Unis             | + 5 min 57 s           |
| 5e                     | SD Worx                            | Pays-Bas               | + 6 min 36 s           |
| 6e                     | FDJ-Nouvelle Aquitaine-Futuroscope | France                 | + 6 min 37 s           |
| 7e                     | Liv Racing                         | Pays-Bas               | + 10 min 38 s          |
| 8e                     | Jumbo-Visma                        | Pays-Bas               | + 11 min 23 s          |
| 9e                     | Team BikeExchange                  | Australie              | + 11 min 54 s          |
| 10e                    | Valcar-Travel & Service            | Italie                 | + 13 min 23 s          |

### UCI World Tour

#### Points attribués
| Position                  | 1er | 2e  | 3e  | 4e  | 5e  | 6e  | 7e  | 8e  | 9e | 10e | 11e | 12e | 13e | 14e | 15e | 16e à 20e | 21e à 30e | 31e à 40e |  |  |
| Classement général        | 400 | 320 | 260 | 220 | 180 | 140 | 120 | 100 | 80 | 68  | 56  | 48  | 40  | 32  | 28  | 24        | 16        | 8         |  |  |
| Étapes et demi-étapes     | 50  | 40  | 30  | 25  | 20  | 18  | 15  | 10  | 8  | 6   |     |     |     |     |     |           |           |           |  |  |
| Port du maillot de leader | 8   |     |     |     |     |     |     |     |    |     |     |     |     |     |     |           |           |           |  |  |

## Évolution des classements
| Étape              |                          | Vainqueur _          | Classement général   | Classement par points | Meilleure équipe _ |
| ------------------ | ------------------------ | -------------------- | -------------------- | --------------------- | ------------------ |
| 1re étape          | étape vallonnée          | Marlen Reusser       | Marlen Reusser       | Marlen Reusser        | Alé BTC Ljubljana  |
| 2e étape           | contre-la-montre en côte | Annemiek van Vleuten | Marlen Reusser       | Marlen Reusser        | Alé BTC Ljubljana  |
| 3e étape           | étape de montagne        | Annemiek van Vleuten | Annemiek van Vleuten | Marlen Reusser        | Canyon-SRAM Racing |
| 4e étape           | étape de plaine          | Lotte Kopecky        | Annemiek van Vleuten | Lotte Kopecky         | Canyon-SRAM Racing |
| Classements finals | Classements finals       |                      | Annemiek van Vleuten | Lotte Kopecky         | Canyon-SRAM Racing |

## Liste des participantes
| Légende | Légende                                                                        | Légende | Légende                                                    |
| ------- | ------------------------------------------------------------------------------ | ------- | ---------------------------------------------------------- |
| Num     | Dossard de départ porté par le coureur sur ce Ceratizit Challenge by La Vuelta | Pos     | Position à l'arrivée de la course                          |
|         | Indique un maillot de champion national ou mondial, suivi de sa spécialité     | NP      | Indique un coureur qui n'a pas pris le départ de la course |
| AB      | Indique un coureur qui n'a pas terminé la course                               | HD      | Indique un coureur qui a terminé la course hors des délais |

| SD Worx SDW | SD Worx SDW                                  | SD Worx SDW |
| ----------- | -------------------------------------------- | ----------- |
| Num         | Coureuse                                     | Pos         |
| 1           | Karol-Ann Canuel (CAN)                       | 44e         |
| 2           | Anna Shackley (GBR)                          | 24e         |
| 3           | Anna van der Breggen (NED) (route et chrono) | 58e         |
| 4           | Ashleigh Moolman (RSA)                       | 14e         |
| 5           | Niamh Fisher-Black (NZL)                     | NP-3        |
| 6           | Blanka Vas (HUN) (route et chrono)           | 9e          |

| Movistar Team MOV | Movistar Team MOV                  | Movistar Team MOV |
| ----------------- | ---------------------------------- | ----------------- |
| Num               | Coureuse                           | Pos               |
| 11                | Sheyla Gutiérrez (ESP)             | 59e               |
| 12                | Lourdes Oyarbide (ESP)             | 46e               |
| 13                | Leah Thomas (USA)                  | 11e               |
| 14                | Annemiek van Vleuten (NED) (route) | 1re               |
| 15                | Sara Martín (ESP)                  | 31e               |
| 16                | Paula Patiño (COL)                 | 43e               |

| Trek-Segafredo TFS | Trek-Segafredo TFS                           | Trek-Segafredo TFS |
| ------------------ | -------------------------------------------- | ------------------ |
| Num                | Coureuse                                     | Pos                |
| 21                 | Elisa Longo Borghini (ITA) (route et chrono) | 7e                 |
| 22                 | Ellen van Dijk (NED)                         | 12e                |
| 23                 | Audrey Cordon-Ragot (FRA) (chrono)           | AB-4               |
| 24                 | Amalie Dideriksen (DEN) (route)              | 103e               |
| 25                 | Shirin van Anrooij (NED)                     | 60e                |
| 26                 | Tayler Wiles (USA)                           | 23e                |

| FDJ-Nouvelle Aquitaine-Futuroscope FDJ | FDJ-Nouvelle Aquitaine-Futuroscope FDJ | FDJ-Nouvelle Aquitaine-Futuroscope FDJ |
| -------------------------------------- | -------------------------------------- | -------------------------------------- |
| Num                                    | Coureuse                               | Pos                                    |
| 31                                     | Marta Cavalli (ITA)                    | 4e                                     |
| 32                                     | Victorie Guilman (FRA)                 | 35e                                    |
| 33                                     | Stine Borgli (NOR)                     | 71e                                    |
| 34                                     | Évita Muzic (FRA) (route)              | 19e                                    |
| 36                                     | Marie Le Net (FRA)                     | 41e                                    |

| Liv Racing LIV | Liv Racing LIV                        | Liv Racing LIV |
| -------------- | ------------------------------------- | -------------- |
| Num            | Coureuse                              | Pos            |
| 41             | Sofia Bertizzolo (ITA)                | 32e            |
| 42             | Alison Jackson (CAN)                  | 57e            |
| 43             | Lotte Kopecky (BEL) (route et chrono) | 18e            |
| 44             | Jeanne Korevaar (NED)                 | 42e            |
| 45             | Valerie Demey (BEL)                   | 82e            |
| 46             | Pauliena Rooijakkers (NED)            | 10e            |

| Alé BTC Ljubljana ALE | Alé BTC Ljubljana ALE                  | Alé BTC Ljubljana ALE |
| --------------------- | -------------------------------------- | --------------------- |
| Num                   | Coureuse                               | Pos                   |
| 52                    | Tatiana Guderzo (ITA)                  | 38e                   |
| 53                    | Mavi García (ESP) (route et chrono)    | 21e                   |
| 54                    | Urša Pintar (SLO)                      | AB-4                  |
| 55                    | Eugenia Bujak (SLO) (route et chrono)  | 36e                   |
| 56                    | Marlen Reusser (SUI) (route et chrono) | 2e                    |

| Canyon-SRAM Racing CSR | Canyon-SRAM Racing CSR     | Canyon-SRAM Racing CSR |
| ---------------------- | -------------------------- | ---------------------- |
| Num                    | Coureuse                   | Pos                    |
| 61                     | Alena Amialiusik (BLR)     | 20e                    |
| 62                     | Tiffany Cromwell (AUS)     | 76e                    |
| 63                     | Mikayla Harvey (NZL)       | 33e                    |
| 64                     | Katarzyna Niewiadoma (POL) | 6e                     |
| 65                     | Elise Chabbey (SUI)        | 3e                     |
| 66                     | Hannah Ludwig (GER)        | 26e                    |

| Jumbo-Visma Women Team TJV | Jumbo-Visma Women Team TJV | Jumbo-Visma Women Team TJV |
| -------------------------- | -------------------------- | -------------------------- |
| Num                        | Coureuse                   | Pos                        |
| 71                         | Riejanne Markus (NED)      | 15e                        |
| 72                         | Aafke Soet (NED)           | 77e                        |
| 73                         | Jip van den Bos (NED)      | 107e                       |
| 74                         | Nancy van der Burg (NED)   | AB-1                       |
| 75                         | Anna Henderson (GBR)       | 25e                        |
| 76                         | Amber Kraak (NED)          | 22e                        |

| Team BikeExchange BEX | Team BikeExchange BEX | Team BikeExchange BEX |
| --------------------- | --------------------- | --------------------- |
| Num                   | Coureuse              | Pos                   |
| 81                    | Janneke Ensing (NED)  | 29e                   |
| 82                    | Ane Santesteban (ESP) | 13e                   |
| 83                    | Amanda Spratt (AUS)   | 49e                   |
| 84                    | Urška Žigart (SLO)    | 45e                   |
| 85                    | Lucy Kennedy (AUS)    | 34e                   |

| Team DSM DSM | Team DSM DSM           | Team DSM DSM |
| ------------ | ---------------------- | ------------ |
| Num          | Coureuse               | Pos          |
| 91           | Leah Kirchmann (CAN)   | 73e          |
| 92           | Liane Lippert (GER)    | 5e           |
| 93           | Floortje Mackaij (NED) | 8e           |
| 94           | Coryn Rivera (USA)     | AB-3         |
| 95           | Juliette Labous (FRA)  | AB-3         |
| 96           | Megan Jastrab (USA)    | AB-1         |

| Ceratizit-WNT Pro Cycling WNT | Ceratizit-WNT Pro Cycling WNT          | Ceratizit-WNT Pro Cycling WNT |
| ----------------------------- | -------------------------------------- | ----------------------------- |
| Num                           | Coureuse                               | Pos                           |
| 101                           | Lisa Brennauer (GER) (route et chrono) | 53e                           |
| 103                           | Kathrin Hammes (GER)                   | 69e                           |
| 104                           | Erica Magnaldi (ITA)                   | 16e                           |
| 106                           | Laura Asencio (FRA)                    | AB-4                          |

| Valcar-Travel & Service VAL | Valcar-Travel & Service VAL | Valcar-Travel & Service VAL |
| --------------------------- | --------------------------- | --------------------------- |
| Num                         | Coureuse                    | Pos                         |
| 111                         | Elisa Balsamo (ITA)         | 28e                         |
| 112                         | Barbara Malcotti (ITA)      | 61e                         |
| 113                         | Federica Piergiovanni (ITA) | 66e                         |
| 114                         | Elena Pirrone (ITA)         | 27e                         |
| 115                         | Ilaria Sanguineti (ITA)     | 51e                         |
| 116                         | Vittoria Guazzini (ITA)     | 37e                         |

| Tibco-Silicon Valley Bank TIB | Tibco-Silicon Valley Bank TIB | Tibco-Silicon Valley Bank TIB |
| ----------------------------- | ----------------------------- | ----------------------------- |
| Num                           | Coureuse                      | Pos                           |
| 121                           | Nina Kessler (NED)            | 84e                           |
| 122                           | Diana Peñuela (COL)           | 88e                           |
| 123                           | Tanja Erath (GER)             | AB-4                          |
| 124                           | Eri Yonamine (JPN)            | AB-4                          |
| 125                           | Kristen Faulkner (USA)        | AB-3                          |
| 126                           | Abi Smith (GBR)               | 17e                           |

| Massi Tactic MAT | Massi Tactic MAT             | Massi Tactic MAT |
| ---------------- | ---------------------------- | ---------------- |
| Num              | Coureuse                     | Pos              |
| 131              | Vita Heine (NOR) (route)     | 70e              |
| 132              | Špela Kern (SLO)             | 39e              |
| 133              | Mireia Benito (ESP)          | 56e              |
| 134              | Martina Moreno Monteys (ESP) | 40e              |
| 135              | Olivia Baril (CAN)           | NP-3             |
| 136              | Maaike Coljé (NED)           | 48e              |

| Eneicat-RBH EIC | Eneicat-RBH EIC       | Eneicat-RBH EIC |
| --------------- | --------------------- | --------------- |
| Num             | Coureuse              | Pos             |
| 141             | Silvia Zúñiga (ESP)   | 104e            |
| 142             | Ziortza Isasi (ESP)   | 75e             |
| 143             | Lija Laizāne (LAT)    | 67e             |
| 145             | Julia Biryukova (UKR) | 65e             |
| 146             | Katia Martinez (MEX)  | AB-4            |

| Bepink BPK | Bepink BPK              | Bepink BPK |
| ---------- | ----------------------- | ---------- |
| Num        | Coureuse                | Pos        |
| 151        | Michaela Drummond (NZL) | 30e        |
| 152        | Silvia Valsecchi (ITA)  | 111e       |
| 153        | Silvia Zanardi (ITA)    | 63e        |
| 154        | Lara Crestanello (ITA)  | 87e        |
| 155        | Matilde Vitillo (ITA)   | 64e        |
| 156        | Prisca Savi (ITA)       | 108e       |

| Instafund Racing ILP | Instafund Racing ILP   | Instafund Racing ILP |
| -------------------- | ---------------------- | -------------------- |
| Num                  | Coureuse               | Pos                  |
| 161                  | Isabella Bertold (CAN) | 86e                  |
| 162                  | Caroline Baur (SUI)    | 85e                  |
| 163                  | Holly Henry (CAN)      | 54e                  |
| 164                  | Dorka Jordán (HUN)     | 100e                 |
| 165                  | Rachel Langdon (GBR)   | AB-1                 |

| Centre mondial du cyclisme WCC | Centre mondial du cyclisme WCC | Centre mondial du cyclisme WCC |
| ------------------------------ | ------------------------------ | ------------------------------ |
| Num                            | Coureuse                       | Pos                            |
| 171                            | Ántri Christofórou (CYP)       | 106e                           |
| 172                            | Małgorzata Jasińska (POL)      | 78e                            |
| 173                            | Tereza Neumanová (CZE) (route) | 83e                            |
| 174                            | Luciana Roland (ARG)           | 101e                           |
| 175                            | Alessia Vigilia (ITA)          | AB-4                           |
| 176                            | Nofar Maoz (ISR)               | AB-4                           |

| Coop-Hitec Products HPU | Coop-Hitec Products HPU | Coop-Hitec Products HPU |
| ----------------------- | ----------------------- | ----------------------- |
| Num                     | Coureuse                | Pos                     |
| 181                     | Ingvild Gåskjenn (NOR)  | 52e                     |
| 182                     | Mieke Kröger (GER)      | 95e                     |
| 183                     | Christa Riffel (GER)    | HD-3                    |
| 184                     | Amalie Lutro (NOR)      | 89e                     |
| 185                     | Josie Nelson (GBR)      | 109e                    |
| 186                     | Ane Iversen (NOR)       | 90e                     |

| Bizkaia-Durango BDP | Bizkaia-Durango BDP          | Bizkaia-Durango BDP |
| ------------------- | ---------------------------- | ------------------- |
| Num                 | Coureuse                     | Pos                 |
| 191                 | Lucía González (ESP)         | 72e                 |
| 192                 | Sandra Alonso (ESP)          | 74e                 |
| 193                 | Mercedes Carmona Ramos (ESP) | 79e                 |
| 194                 | Ariana Gilabert (ESP)        | 105e                |
| 195                 | Amaia Lartitegi (ESP)        | 99e                 |
| 196                 | Nadine Michaela Gill (GER)   | 55e                 |

| Farto-BTC FAR | Farto-BTC FAR                 | Farto-BTC FAR |
| ------------- | ----------------------------- | ------------- |
| Num           | Coureuse                      | Pos           |
| 201           | Cristina Pujol (ESP)          | AB-4          |
| 202           | Enara López Gallastegi (ESP)  | 92e           |
| 203           | Carla Fernandez Torres (ESP)  | AB-3          |
| 204           | Liliana Jesus (POR)           | AB-4          |
| 205           | Maria Del Pilar Jimenez (ESP) | AB-3          |
| 206           | Melissa Maia (POR)            | 81e           |

| Sopela Women's Team SWT | Sopela Women's Team SWT        | Sopela Women's Team SWT |
| ----------------------- | ------------------------------ | ----------------------- |
| Num                     | Coureuse                       | Pos                     |
| 211                     | Sofía Rodríguez (ESP)          | 96e                     |
| 212                     | Naia Amondarain Gazañaga (ESP) | 93e                     |
| 213                     | Natalia Saiz (ESP)             | 110e                    |
| 214                     | Claire Steels (GBR)            | 62e                     |
| 215                     | Ines Cantera (ESP)             | 47e                     |
| 216                     | Maria Banlles Santamaria (ESP) | AB-4                    |

| Río Miera-Cantabria Deporte RMC | Río Miera-Cantabria Deporte RMC | Río Miera-Cantabria Deporte RMC |
| ------------------------------- | ------------------------------- | ------------------------------- |
| Num                             | Coureuse                        | Pos                             |
| 221                             | Isabel Martin (ESP)             | 102e                            |
| 222                             | Carolina Esteban (ESP)          | 98e                             |
| 223                             | Aida Nuño Palacio (ESP)         | 80e                             |
| 224                             | Susana Perez (ESP)              | 91e                             |
| 225                             | Eva Anguela (ESP)               | AB                              |
| 226                             | Irene Mendez Melgarejo (ESP)    | 68e                             |

| Laboral Kutxa-Fundación Euskadi LKF | Laboral Kutxa-Fundación Euskadi LKF | Laboral Kutxa-Fundación Euskadi LKF |
| ----------------------------------- | ----------------------------------- | ----------------------------------- |
| Num                                 | Coureuse                            | Pos                                 |
| 231                                 | Eukene Larrarte (ESP)               | 97e                                 |
| 232                                 | Idoia Eraso (ESP)                   | 50e                                 |
| 233                                 | Ainhize Barrainkua (ESP)            | AB-4                                |
| 234                                 | Irantzu Beloki (ESP)                | 94e                                 |
| 235                                 | Tania Calvo (ESP)                   | AB-1                                |
| 236                                 | Garazi Estevez (ESP)                | AB-4                                |

| SD Worx SDW | SD Worx SDW                                  | SD Worx SDW |
| ----------- | -------------------------------------------- | ----------- |
| Num         | Coureuse                                     | Pos         |
| 1           | Karol-Ann Canuel (CAN)                       | 44e         |
| 2           | Anna Shackley (GBR)                          | 24e         |
| 3           | Anna van der Breggen (NED) (route et chrono) | 58e         |
| 4           | Ashleigh Moolman (RSA)                       | 14e         |
| 5           | Niamh Fisher-Black (NZL)                     | NP-3        |
| 6           | Blanka Vas (HUN) (route et chrono)           | 9e          |

| Movistar Team MOV | Movistar Team MOV                  | Movistar Team MOV |
| ----------------- | ---------------------------------- | ----------------- |
| Num               | Coureuse                           | Pos               |
| 11                | Sheyla Gutiérrez (ESP)             | 59e               |
| 12                | Lourdes Oyarbide (ESP)             | 46e               |
| 13                | Leah Thomas (USA)                  | 11e               |
| 14                | Annemiek van Vleuten (NED) (route) | 1re               |
| 15                | Sara Martín (ESP)                  | 31e               |
| 16                | Paula Patiño (COL)                 | 43e               |

| Trek-Segafredo TFS | Trek-Segafredo TFS                           | Trek-Segafredo TFS |
| ------------------ | -------------------------------------------- | ------------------ |
| Num                | Coureuse                                     | Pos                |
| 21                 | Elisa Longo Borghini (ITA) (route et chrono) | 7e                 |
| 22                 | Ellen van Dijk (NED)                         | 12e                |
| 23                 | Audrey Cordon-Ragot (FRA) (chrono)           | AB-4               |
| 24                 | Amalie Dideriksen (DEN) (route)              | 103e               |
| 25                 | Shirin van Anrooij (NED)                     | 60e                |
| 26                 | Tayler Wiles (USA)                           | 23e                |

| FDJ-Nouvelle Aquitaine-Futuroscope FDJ | FDJ-Nouvelle Aquitaine-Futuroscope FDJ | FDJ-Nouvelle Aquitaine-Futuroscope FDJ |
| -------------------------------------- | -------------------------------------- | -------------------------------------- |
| Num                                    | Coureuse                               | Pos                                    |
| 31                                     | Marta Cavalli (ITA)                    | 4e                                     |
| 32                                     | Victorie Guilman (FRA)                 | 35e                                    |
| 33                                     | Stine Borgli (NOR)                     | 71e                                    |
| 34                                     | Évita Muzic (FRA) (route)              | 19e                                    |
| 36                                     | Marie Le Net (FRA)                     | 41e                                    |

| Liv Racing LIV | Liv Racing LIV                        | Liv Racing LIV |
| -------------- | ------------------------------------- | -------------- |
| Num            | Coureuse                              | Pos            |
| 41             | Sofia Bertizzolo (ITA)                | 32e            |
| 42             | Alison Jackson (CAN)                  | 57e            |
| 43             | Lotte Kopecky (BEL) (route et chrono) | 18e            |
| 44             | Jeanne Korevaar (NED)                 | 42e            |
| 45             | Valerie Demey (BEL)                   | 82e            |
| 46             | Pauliena Rooijakkers (NED)            | 10e            |

| Alé BTC Ljubljana ALE | Alé BTC Ljubljana ALE                  | Alé BTC Ljubljana ALE |
| --------------------- | -------------------------------------- | --------------------- |
| Num                   | Coureuse                               | Pos                   |
| 52                    | Tatiana Guderzo (ITA)                  | 38e                   |
| 53                    | Mavi García (ESP) (route et chrono)    | 21e                   |
| 54                    | Urša Pintar (SLO)                      | AB-4                  |
| 55                    | Eugenia Bujak (SLO) (route et chrono)  | 36e                   |
| 56                    | Marlen Reusser (SUI) (route et chrono) | 2e                    |

| Canyon-SRAM Racing CSR | Canyon-SRAM Racing CSR     | Canyon-SRAM Racing CSR |
| ---------------------- | -------------------------- | ---------------------- |
| Num                    | Coureuse                   | Pos                    |
| 61                     | Alena Amialiusik (BLR)     | 20e                    |
| 62                     | Tiffany Cromwell (AUS)     | 76e                    |
| 63                     | Mikayla Harvey (NZL)       | 33e                    |
| 64                     | Katarzyna Niewiadoma (POL) | 6e                     |
| 65                     | Elise Chabbey (SUI)        | 3e                     |
| 66                     | Hannah Ludwig (GER)        | 26e                    |

| Jumbo-Visma Women Team TJV | Jumbo-Visma Women Team TJV | Jumbo-Visma Women Team TJV |
| -------------------------- | -------------------------- | -------------------------- |
| Num                        | Coureuse                   | Pos                        |
| 71                         | Riejanne Markus (NED)      | 15e                        |
| 72                         | Aafke Soet (NED)           | 77e                        |
| 73                         | Jip van den Bos (NED)      | 107e                       |
| 74                         | Nancy van der Burg (NED)   | AB-1                       |
| 75                         | Anna Henderson (GBR)       | 25e                        |
| 76                         | Amber Kraak (NED)          | 22e                        |

| Team BikeExchange BEX | Team BikeExchange BEX | Team BikeExchange BEX |
| --------------------- | --------------------- | --------------------- |
| Num                   | Coureuse              | Pos                   |
| 81                    | Janneke Ensing (NED)  | 29e                   |
| 82                    | Ane Santesteban (ESP) | 13e                   |
| 83                    | Amanda Spratt (AUS)   | 49e                   |
| 84                    | Urška Žigart (SLO)    | 45e                   |
| 85                    | Lucy Kennedy (AUS)    | 34e                   |

| Team DSM DSM | Team DSM DSM           | Team DSM DSM |
| ------------ | ---------------------- | ------------ |
| Num          | Coureuse               | Pos          |
| 91           | Leah Kirchmann (CAN)   | 73e          |
| 92           | Liane Lippert (GER)    | 5e           |
| 93           | Floortje Mackaij (NED) | 8e           |
| 94           | Coryn Rivera (USA)     | AB-3         |
| 95           | Juliette Labous (FRA)  | AB-3         |
| 96           | Megan Jastrab (USA)    | AB-1         |

| Ceratizit-WNT Pro Cycling WNT | Ceratizit-WNT Pro Cycling WNT          | Ceratizit-WNT Pro Cycling WNT |
| ----------------------------- | -------------------------------------- | ----------------------------- |
| Num                           | Coureuse                               | Pos                           |
| 101                           | Lisa Brennauer (GER) (route et chrono) | 53e                           |
| 103                           | Kathrin Hammes (GER)                   | 69e                           |
| 104                           | Erica Magnaldi (ITA)                   | 16e                           |
| 106                           | Laura Asencio (FRA)                    | AB-4                          |

| Valcar-Travel & Service VAL | Valcar-Travel & Service VAL | Valcar-Travel & Service VAL |
| --------------------------- | --------------------------- | --------------------------- |
| Num                         | Coureuse                    | Pos                         |
| 111                         | Elisa Balsamo (ITA)         | 28e                         |
| 112                         | Barbara Malcotti (ITA)      | 61e                         |
| 113                         | Federica Piergiovanni (ITA) | 66e                         |
| 114                         | Elena Pirrone (ITA)         | 27e                         |
| 115                         | Ilaria Sanguineti (ITA)     | 51e                         |
| 116                         | Vittoria Guazzini (ITA)     | 37e                         |

| Tibco-Silicon Valley Bank TIB | Tibco-Silicon Valley Bank TIB | Tibco-Silicon Valley Bank TIB |
| ----------------------------- | ----------------------------- | ----------------------------- |
| Num                           | Coureuse                      | Pos                           |
| 121                           | Nina Kessler (NED)            | 84e                           |
| 122                           | Diana Peñuela (COL)           | 88e                           |
| 123                           | Tanja Erath (GER)             | AB-4                          |
| 124                           | Eri Yonamine (JPN)            | AB-4                          |
| 125                           | Kristen Faulkner (USA)        | AB-3                          |
| 126                           | Abi Smith (GBR)               | 17e                           |

| Massi Tactic MAT | Massi Tactic MAT             | Massi Tactic MAT |
| ---------------- | ---------------------------- | ---------------- |
| Num              | Coureuse                     | Pos              |
| 131              | Vita Heine (NOR) (route)     | 70e              |
| 132              | Špela Kern (SLO)             | 39e              |
| 133              | Mireia Benito (ESP)          | 56e              |
| 134              | Martina Moreno Monteys (ESP) | 40e              |
| 135              | Olivia Baril (CAN)           | NP-3             |
| 136              | Maaike Coljé (NED)           | 48e              |

| Eneicat-RBH EIC | Eneicat-RBH EIC       | Eneicat-RBH EIC |
| --------------- | --------------------- | --------------- |
| Num             | Coureuse              | Pos             |
| 141             | Silvia Zúñiga (ESP)   | 104e            |
| 142             | Ziortza Isasi (ESP)   | 75e             |
| 143             | Lija Laizāne (LAT)    | 67e             |
| 145             | Julia Biryukova (UKR) | 65e             |
| 146             | Katia Martinez (MEX)  | AB-4            |

| Bepink BPK | Bepink BPK              | Bepink BPK |
| ---------- | ----------------------- | ---------- |
| Num        | Coureuse                | Pos        |
| 151        | Michaela Drummond (NZL) | 30e        |
| 152        | Silvia Valsecchi (ITA)  | 111e       |
| 153        | Silvia Zanardi (ITA)    | 63e        |
| 154        | Lara Crestanello (ITA)  | 87e        |
| 155        | Matilde Vitillo (ITA)   | 64e        |
| 156        | Prisca Savi (ITA)       | 108e       |

| Instafund Racing ILP | Instafund Racing ILP   | Instafund Racing ILP |
| -------------------- | ---------------------- | -------------------- |
| Num                  | Coureuse               | Pos                  |
| 161                  | Isabella Bertold (CAN) | 86e                  |
| 162                  | Caroline Baur (SUI)    | 85e                  |
| 163                  | Holly Henry (CAN)      | 54e                  |
| 164                  | Dorka Jordán (HUN)     | 100e                 |
| 165                  | Rachel Langdon (GBR)   | AB-1                 |

| Centre mondial du cyclisme WCC | Centre mondial du cyclisme WCC | Centre mondial du cyclisme WCC |
| ------------------------------ | ------------------------------ | ------------------------------ |
| Num                            | Coureuse                       | Pos                            |
| 171                            | Ántri Christofórou (CYP)       | 106e                           |
| 172                            | Małgorzata Jasińska (POL)      | 78e                            |
| 173                            | Tereza Neumanová (CZE) (route) | 83e                            |
| 174                            | Luciana Roland (ARG)           | 101e                           |
| 175                            | Alessia Vigilia (ITA)          | AB-4                           |
| 176                            | Nofar Maoz (ISR)               | AB-4                           |

| Coop-Hitec Products HPU | Coop-Hitec Products HPU | Coop-Hitec Products HPU |
| ----------------------- | ----------------------- | ----------------------- |
| Num                     | Coureuse                | Pos                     |
| 181                     | Ingvild Gåskjenn (NOR)  | 52e                     |
| 182                     | Mieke Kröger (GER)      | 95e                     |
| 183                     | Christa Riffel (GER)    | HD-3                    |
| 184                     | Amalie Lutro (NOR)      | 89e                     |
| 185                     | Josie Nelson (GBR)      | 109e                    |
| 186                     | Ane Iversen (NOR)       | 90e                     |

| Bizkaia-Durango BDP | Bizkaia-Durango BDP          | Bizkaia-Durango BDP |
| ------------------- | ---------------------------- | ------------------- |
| Num                 | Coureuse                     | Pos                 |
| 191                 | Lucía González (ESP)         | 72e                 |
| 192                 | Sandra Alonso (ESP)          | 74e                 |
| 193                 | Mercedes Carmona Ramos (ESP) | 79e                 |
| 194                 | Ariana Gilabert (ESP)        | 105e                |
| 195                 | Amaia Lartitegi (ESP)        | 99e                 |
| 196                 | Nadine Michaela Gill (GER)   | 55e                 |

| Farto-BTC FAR | Farto-BTC FAR                 | Farto-BTC FAR |
| ------------- | ----------------------------- | ------------- |
| Num           | Coureuse                      | Pos           |
| 201           | Cristina Pujol (ESP)          | AB-4          |
| 202           | Enara López Gallastegi (ESP)  | 92e           |
| 203           | Carla Fernandez Torres (ESP)  | AB-3          |
| 204           | Liliana Jesus (POR)           | AB-4          |
| 205           | Maria Del Pilar Jimenez (ESP) | AB-3          |
| 206           | Melissa Maia (POR)            | 81e           |

| Sopela Women's Team SWT | Sopela Women's Team SWT        | Sopela Women's Team SWT |
| ----------------------- | ------------------------------ | ----------------------- |
| Num                     | Coureuse                       | Pos                     |
| 211                     | Sofía Rodríguez (ESP)          | 96e                     |
| 212                     | Naia Amondarain Gazañaga (ESP) | 93e                     |
| 213                     | Natalia Saiz (ESP)             | 110e                    |
| 214                     | Claire Steels (GBR)            | 62e                     |
| 215                     | Ines Cantera (ESP)             | 47e                     |
| 216                     | Maria Banlles Santamaria (ESP) | AB-4                    |

| Río Miera-Cantabria Deporte RMC | Río Miera-Cantabria Deporte RMC | Río Miera-Cantabria Deporte RMC |
| ------------------------------- | ------------------------------- | ------------------------------- |
| Num                             | Coureuse                        | Pos                             |
| 221                             | Isabel Martin (ESP)             | 102e                            |
| 222                             | Carolina Esteban (ESP)          | 98e                             |
| 223                             | Aida Nuño Palacio (ESP)         | 80e                             |
| 224                             | Susana Perez (ESP)              | 91e                             |
| 225                             | Eva Anguela (ESP)               | AB                              |
| 226                             | Irene Mendez Melgarejo (ESP)    | 68e                             |

| Laboral Kutxa-Fundación Euskadi LKF | Laboral Kutxa-Fundación Euskadi LKF | Laboral Kutxa-Fundación Euskadi LKF |
| ----------------------------------- | ----------------------------------- | ----------------------------------- |
| Num                                 | Coureuse                            | Pos                                 |
| 231                                 | Eukene Larrarte (ESP)               | 97e                                 |
| 232                                 | Idoia Eraso (ESP)                   | 50e                                 |
| 233                                 | Ainhize Barrainkua (ESP)            | AB-4                                |
| 234                                 | Irantzu Beloki (ESP)                | 94e                                 |
| 235                                 | Tania Calvo (ESP)                   | AB-1                                |
| 236                                 | Garazi Estevez (ESP)                | AB-4                                |